# Opus (zespół muzyczny)
Opus – austriacki zespół poprockowy.

## Historia
Zespół został założony w 1973 roku. Zasłynął wydanym w 1984 roku singlem „Live Is Life”, który osiągnął szczyty list przebojów. Piosenka dołączyła do „We Will Rock You” i „We Are the Champions” zespołu Queen, stając się jednym z przebojów śpiewanych podczas wydarzeń sportowych.
Kolejne płyty nie podzieliły jednak sukcesu „Live Is Life”. Niektóre utwory trafiały na listy przebojów jedynie w krajach niemieckojęzycznych, dlatego też grupa traktowana jest jako „zespół jednego przeboju”.
Zespół został rozwiązany w 2021 roku, ostatni jego koncert miał miejsce 21 grudnia w Operze w Grazu.

## Członkowie
- Herwig Rüdisser (wokal)
- Ewald Pfleger (gitara)
- Kurt-Rene Plisnier (instrumenty klawiszowe)
- Günter Grasmuck (perkusja)

## Dyskografia
- Daydreams (1980)
- Eleven (1981)
- Opusition (1982)
- Up and Down (1984)
- Live Is Life (koncertowy) (1984)
- Solo (1985)
- Opus (1987)
- Magical Touch (1990)
- Walkin’ on Air (1992)
- Jubileé (live) (1993)
- Love, God & Radio (1996)
- Flyin’ Higher – Greatest Hits (Best-Of) (2003)
- The Beat Goes On (2004)

## Nagrody i wyróżnienia
- Österreichischer Journalistenpreis (Nagroda Dziennikarzy Austriackich), Austria
- Nagroda Juno, Kanada
- Der Goldene Löwe (Złoty Lew), Radio Luxembourg, Luksemburg
- Die Goldene Europa (Złota Europa), Saarländischer Rundfunk, Niemcy
- Crystal Ellipse[wymaga weryfikacji?], France Télévisions, Francja
- MIDEM Trophée[wymaga weryfikacji?], Francja
- Newcomer of the year 1985 (Debiutant roku 1985), Eurotipsheet, Holandia
- La distinción del público (Wyróżnienie publiczności), Festival Internacional de la Canción de Viña del Mar, Chile

- Eleven (album): złota płyta w Austrii
- Live Is Life (album): złota płyta w Austrii, Szwajcarii i Meksyku; platynowa płyta w Austrii
- Live Is Life (singiel): złota płyta w Austrii, Szwajcarii, RFN, Francji, Hiszpanii; podwójna platynowa płyta w Kanadzie
- Solo (album): złota płyta w Austrii
- Opus (album): złota płyta w Austrii
- Viva Austria (singiel): złota płyta w Austrii